# Hoplopteryx
Hoplopteryx è un genere di pesci ossei estinto, appartenente ai bericiformi. Visse nel Cretaceo superiore (Cenomaniano - Campaniano, circa 90 - 75 milioni di anni fa) e i suoi resti fossili sono stati ritrovati in Europa, Medio Oriente e Nordamerica.

## Descrizione
Questo pesce possedeva un corpo compatto, alto e profondo, e solitamente non superava i 30 centimetri di lunghezza. Hoplopteryx possedeva una pinna dorsale sorretta da nove raggi ossei non uniti, mentre la pinna caudale era profondamente biforcuta; la pinna anale era moderatamente sviluppata e le pinne pelviche erano spostate molto in avanti. Il muso era piuttosto corto, e gli occhi erano molto grandi; sia mascella che mandibola delle fauci rivolte all'insù erano dotate di piccoli denti aguzzi. La forma delle scaglie ricorda molto quella degli attuali pesci scoiattolo (Holocentridae) con i quali era strettamente imparentato.

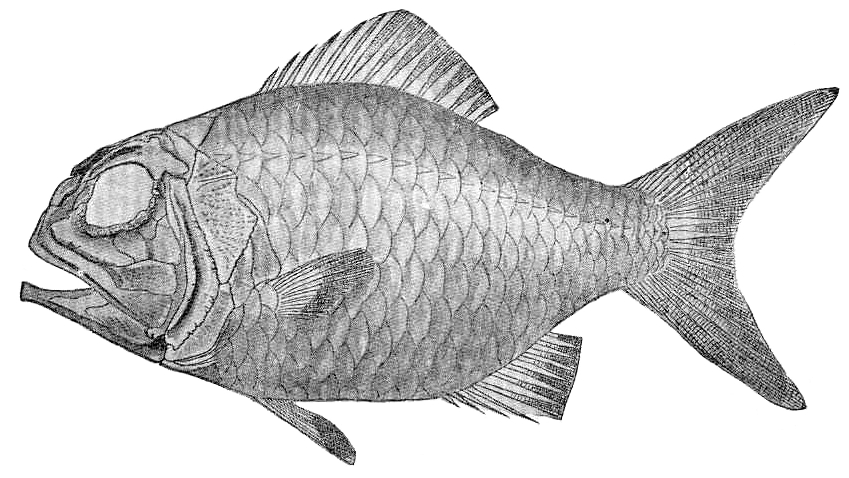
Ricostruzione di Hoplopteryx lewesiensis

## Classificazione
Il genere Hoplopteryx venne istituito da Louis Agassiz nel 1839, nel fondamentale lavoro Recherches sur les poissons fossiles. La specie tipo definita da Agassiz è Hoplopteryx antiquus del Turoniano della Germania, ma in precedenza Gideon Algernon Mantell descrisse un'altra specie proveniente dall'Inghilterra, H. lewesiensis, attribuendola però al genere attuale Zeus. Quest'ultima specie è nota in numerosi giacimenti fossiliferi in Europa, Asia e Nordamerica e copre un notevole range temporale. Altre specie attribuite a questo genere sono H. zippei della Russia e della Cecoslovacchia, H. brevis della Cecoslovacchia, H. spinulosus, H. syriacus e H. lewesi del Libano, H. gephyrognathus dell'Inghilterra, H.dakotaensis degli Stati Uniti.

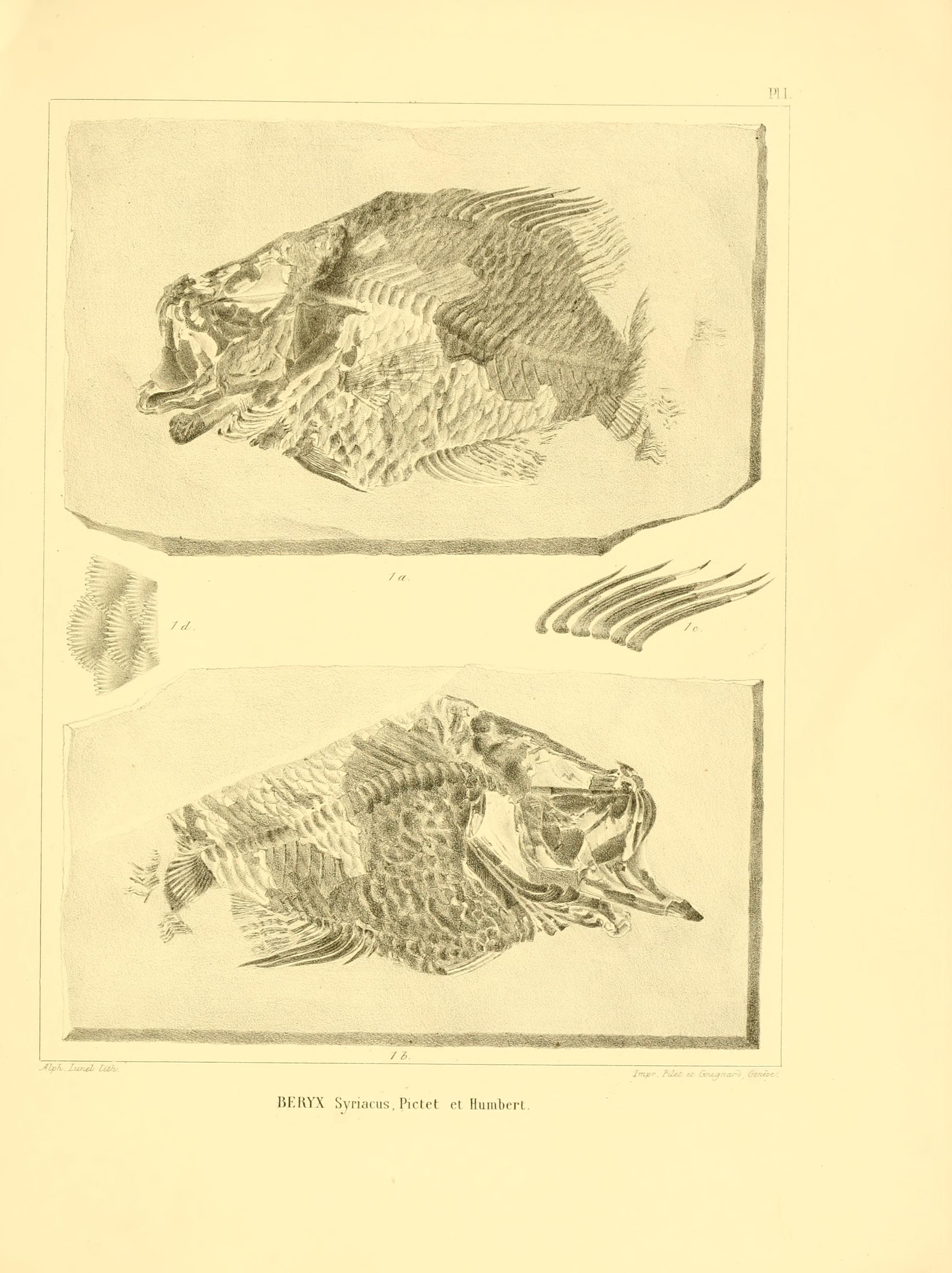
Illustrazione di fossili di Hoplopteryx syriacus

Hoplopteryx è un tipico rappresentante dei Trachichthyidae, un gruppo di pesci bericiformi caratterizzati da corpo alto e compatto, noti anche per numerose forme attuali.

## Paleobiologia
Hoplopteryx era un pesce marino che viveva in mari bassi, e la forma del corpo suggerisce che si muovesse molto bene in ambienti di scogliera.